# Piedmont blues
Piedmont blues uppstod i USA:s östra stater i början av 1900-talet och är en mix av deltablues, ragtime, old time music från Appalacherna och även från vaudevillen. 
Kännetecknande är att en gitarr är framträdande och står för den pulserade rytmen. Namnet Piedmont hänför sig till det geografiska område i USA där musiken såg dagens ljus. 
Framträdande musiker har till exempel varit Blind Blake, Blind Boy Fuller, Sonny Terry & Brownie McGhee och John Cephas.
Svenska uttolkare var bland annat gruppen Piedmont Project.